# Chaetodon tinkeri
Chaetodon tinkeri е вид бодлоперка от семейство Chaetodontidae. Видът не е застрашен от изчезване.

## Разпространение и местообитание
Разпространен е в Кирибати, Малки далечни острови на САЩ (Атол Джонстън), Маршалови острови, Острови Кук и САЩ (Хавайски острови).
Обитава океани, морета и рифове. Среща се на дълбочина от 21 до 180 m, при температура на водата около 24,9 °C и соленост 34,8 ‰.

## Описание
На дължина достигат до 15 cm.
Популацията на вида е стабилна.